# Cafon Chadaš Darom

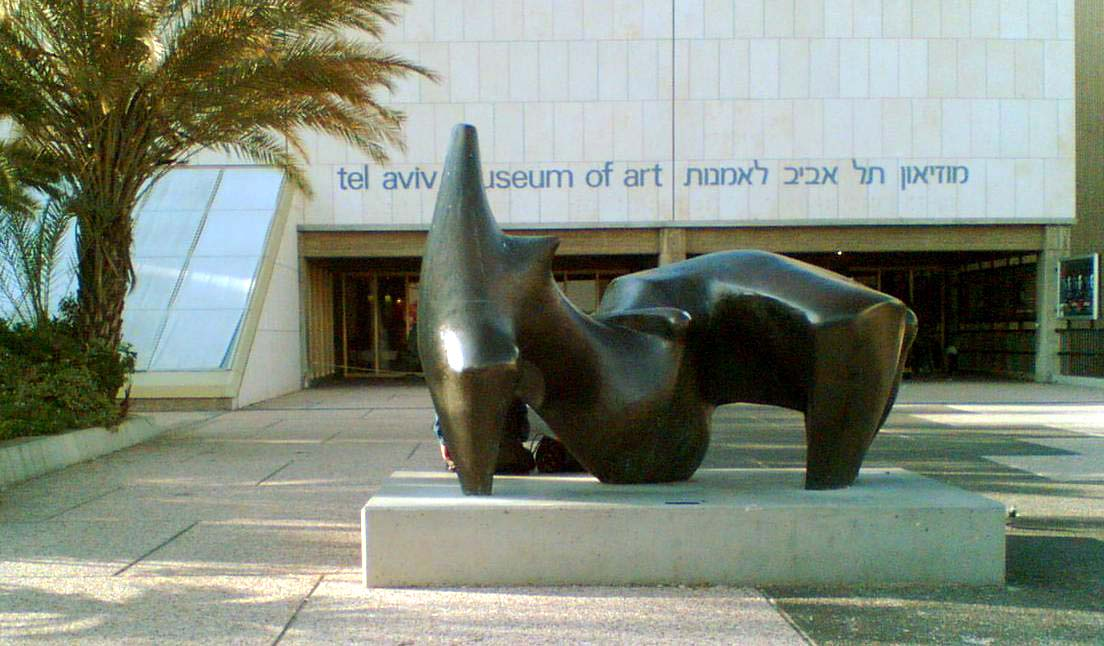
Zástavba v čtvrti Cafon Chadaš Darom, Telavivské muzeum umění

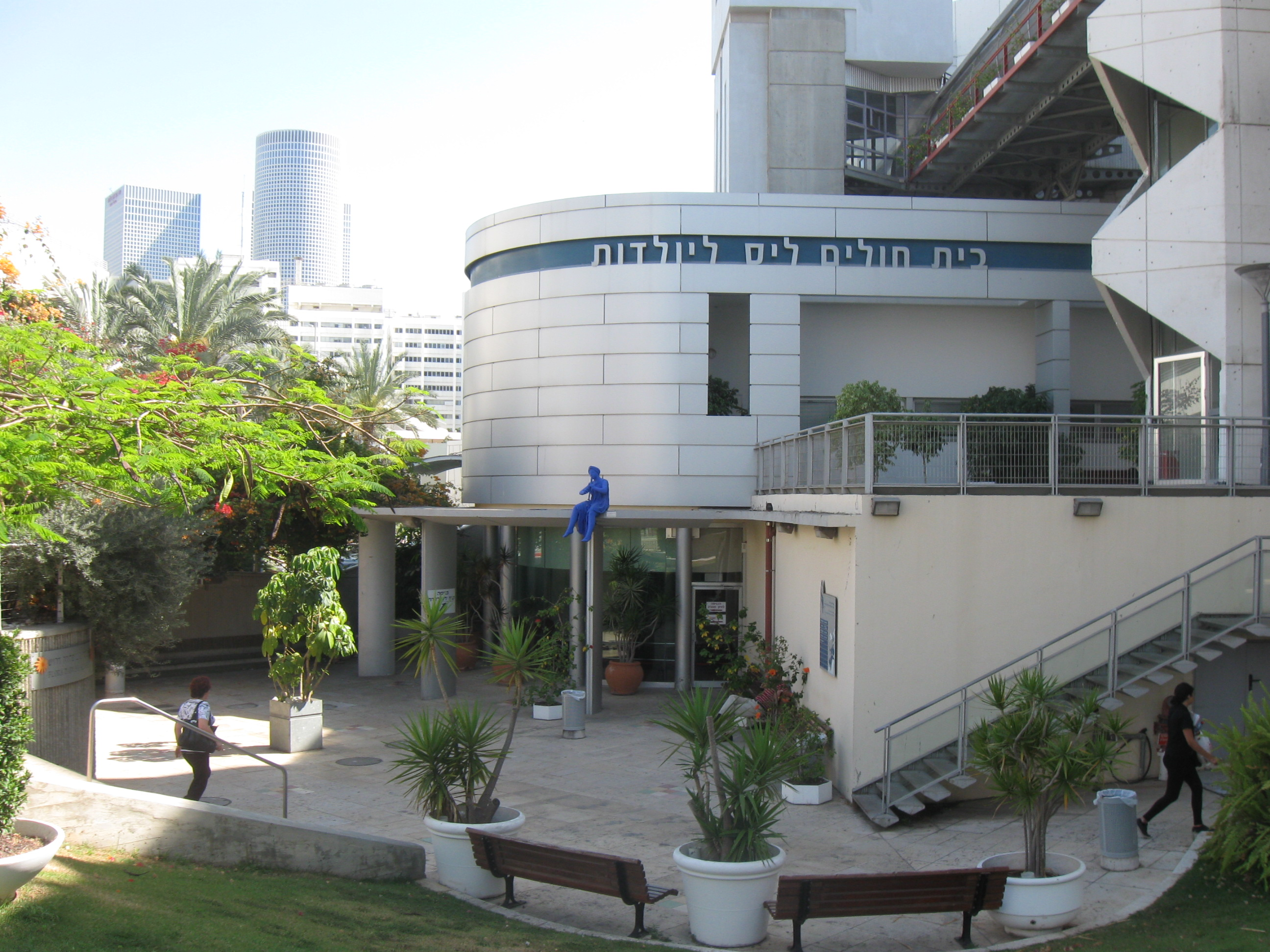
Zástavba v čtvrti Cafon Chadaš Darom, Ichilovova nemocnice

Cafon Chadaš Darom (hebrejsky: צפון חדש דרום, doslova Nový sever-jih) je čtvrť v centrální části Tel Avivu v Izraeli. Je součástí správního obvodu Rova 4 a samosprávné jednotky Rova Bnej Dan.

## Geografie
Leží na východním okraji centrální části Tel Avivu, cca 2 kilometry od pobřeží Středozemního moře, cca 1,5 kilometrů jižně od řeky Jarkon, v nadmořské výšce okolo 20 metrů. Podél východního okraje čtvrtě vede takzvaná Ajalonská dálnice (dálnice číslo 20), se kterou paralelně vede také železniční trať, u níž tu stojí železniční stanice Tel Aviv Savidor. Podél dálnice rovněž vede koryto toku Nachal Ajalon.

## Popis čtvrti
Čtvrť na severu vymezuje ulice Arlozorof, na jihu třída Ša'ul ha-Melech, na východě Derech Namir a na západě Ibn Gvirol. Jižně odtud leží vládní a vojenská čtvrť ha-Kirja. Zástavba má charakter husté blokové městské výstavby. V roce 2007 tu žilo 12 085 lidí.  Ve východní části čtvrti se rozkládá Ichilovova nemocnice, dál k jihu pak stojí četné kulturní instituce jako Telavivské muzeum umění nebo Divadlo Kameri.